# Loeseneriella dinhensis
Loeseneriella dinhensis är en benvedsväxtart som först beskrevs av Pierre, och fick sitt nu gällande namn av Albert Charles Smith. Loeseneriella dinhensis ingår i släktet Loeseneriella och familjen Celastraceae. Inga underarter finns listade.